# Yane Barry
Pour les articles homonymes, voir Barry.
Christiane Benassit, dite Yane Barry, est une actrice française, née le 31 juillet 1936 à Neuilly-sur-Seine (Hauts-de-Seine) et morte le 9 mars 2010 à Mougins.

## Filmographie
Sauf indication contraire, les informations mentionnées dans cette section peuvent être confirmées par les bases de données cinématographiques  présentes dans la section « Liens externes ».

### Cinéma
- 1957 : Les Surmenés de Jacques Doniol-Valcroze (court métrage)
- 1958 : Chaleurs d'été de Louis Félix : Magali
- 1960 : Les Amours de Paris de Jacques Poitrenaud : Claudine
- 1960 : Le Gigolo de Jacques Deray
- 1960 : Les Vieux de la vieille de Gilles Grangier : Mariette, la jeune mariée
- 1960 : La Revenante de Jacques Poitrenaud (court métrage)
- 1961 : Le Puits aux trois vérités de François Villiers : la fille de la concierge
- 1961 : Les Amours de Paris de Jacques Poitrenaud : Claudine
- 1964 : Une fille et des fusils de Claude Lelouch : la propriétaire du café
- 1965 : Un homme et une femme de Claude Lelouch : la maîtresse de Jean-Louis
- 1969 : Soleil Ô de Med Hondo (documentaire) : elle-même
- 1983 : Si elle dit oui... je ne dis pas non de Claude Vital
- 1985 : Un homme et une femme : Vingt ans déjà de Claude Lelouch

### Télévision
- 1965 : Le Bonheur conjugal de Jacqueline Audry (série télévisée) : Sophie
- 1966 : Les fables de La Fontaine (série télévisée) : La jeune actrice
- 1977 : Ne le dites pas avec des roses!... (série télévisée) : Chantal

## Théâtre
Sauf indication contraire ou complémentaire, les informations mentionnées dans cette section peuvent être confirmées par la base de données Les Archives du spectacle.
- 1958 : Les portes claquent de Michel Fermaud, mise en scène Christian-Gérard, Théâtre Daunou
- 1964 : Les Cavaleurs de Gaby Bruyère, mise en scène Christian-Gérard, Théâtre de la Potinière